# Schefflera hullettii
Schefflera hullettii är en araliaväxtart som först beskrevs av George King, och fick sitt nu gällande namn av René Viguier. Schefflera hullettii ingår i släktet Schefflera och familjen araliaväxter. IUCN kategoriserar arten globalt som livskraftig. Inga underarter finns listade.